# Cato (película)
Cato es una película dramática musical y policial argentina de 2021 dirigida por Peta Rivero y Hornos. Narra la historia de un joven que busca hacerse un lugar en el mundo de la música a través del freestyle, pero una tragedia familiar se le pondrá como obstáculo y deberá poner en pausa sus sueños. Está protagonizada por el cantante Tiago PZK, Alberto Ajaka, Magela Zanotta, Daniel Aráoz, Rocío Hernández y Azul Fernández. La película tuvo su estreno en las salas de cines de Argentina el 14 de octubre de 2021 bajo la distribución de Buena Vista.
La película obtuvo comentarios favorables por parte de la crítica especializada, quienes valoraron las actuaciones de PZK y Ajaka, así como la historia y la dirección de Rivero y Hornos. En el sitio web Todas las críticas tiene un porcentaje de aprobación del 63%.

## Sinopsis
Cato (Tiago PZK), es un joven músico oriundo de un barrio precarizado del conurbano bonaerense que busca triunfar en el mundo del trap, pero también es el sostén de su madre y su hermana menor. En su búsqueda del éxito, Cato se ve involucrado en una tragedia familiar que parece poner fin a todos sus sueños y ambiciones, por lo cual, el joven intentará salir junto a su familia del barrio, donde pareciera ser que está condenado a la pobreza y marginalidad.

## Reparto
- Tiago PZK como Gabriel "Cato"
- Alberto Ajaka como Comisario Carrillo
- Magela Zanotta como Rosa
- Daniel Aráoz como el "Polaco" / El "Ruso"
- Rocío Hernández como Jennifer "Yenny"
- Azul Fernández como Micaela
- Walter Donado como el "Loco"
- Diego Mesaglio como Bernardo "Beto"
- Javier de Nevares

## Recepción

### Comentarios de la crítica
La película recibió en su mayoría críticas positivas por parte de la prensa. Milagros Amondaray del diario La Nación calificó a la película de «buena», diciendo que se trata de «una producción poderosa que lleva la impronta de un realizador que conoce el mundo que está abordando», que cuenta «con un gran trabajo de fotografía de Fernando Lockett» y «que se amalgama muy bien con la sensible interpretación de Tiago». Por su lado, Ignacio Dunand del portal El Destape Web consideró que «la sorpresa viene del lado del freestyler y trapero Tiago PZK, debutante en materia actoral, cargando con un rol dramático fuerte resuelto de manera creíble», pero que la cinta «es un tanto despareja ya que las narrativas cambiantes no terminan de convivir en forma armónica, les cuesta relacionarse y son incompatibles». Pablo O. Scholz del periódico Clarín destacó la actuación de Tiago catalogándola como «toda una revelación y una sorpresa», como así también las interpretaciones del resto del elenco sobre quienes dijo que «no desentonan, sino que cumplen trabajos acertados». En una reseña para Cine Argentino Hoy, María Paula Iranzo escribió que uno de los factores a favor del filme es Tiago PZK que «sorprende con una interpretación cómoda, no forzada, es él mismo y eso es muy difícil de hacer» y concluyó que «el guionista y realizador Peta Rivero y Hornos hace ver al público un mundo sin idealismos ni prejuicios y con personajes verosímiles con luchas que muchos creen entender».
Por otro lado, Jorge Bernárdez del sitio web Subjetiva rescató que «el relato se las arregla para que Tiago se luzca no solo como cantante sino como actor» y agregó que «las casi dos horas de película se pasan sin problemas». Agustín Villegas del portal La Butaca Web destacó que «la fotografía esta bastante bien trabajada, si bien abusan de conceptos básicos como los contrastes de luz, las tomas están muy bien logradas. Los diálogos son otro de los elementos que suenan bastante realistas y no tan forzadas como otras de las millones producciones nacionales centradas en los barrios turbios de Buenos Aires. En las actuaciones sobresale Alberto Ajaka, un personaje caricaturesco que por alguna razón funciona».